# Erika Hessová
Erika Hess (* 6. března 1962, Wolfenschiessen) je někdejší švýcarská závodnice ve sjezdovém lyžování. Jde o jednu z nejlepších lyžařek v historii, na vrcholu své výkonnosti byla v 80. letech.
Připsala si celkem 31 vítězství ve Světovém poháru (z čehož 22krát vyhrála ve slalomu). Dvakrát si tak odnesla Velký křišťálový glóbus za celkové vítězství (1982, 1984), pětkrát celkově zvítězila ve slalomu (v sezónách 1981–83 a 1985–86). Kromě toho v letech 1982–1987 získala šest zlatých medailí na mistrovství světa a bronzovou medaili ve slalomu na zimní olympiádě v Lake Placid v roce 1980. Bylo jí tehdy pouhých 17 let.